# Gran Premio de Venezuela de Motociclismo de 1977
El Gran Premio de Venezuela de Motociclismo de 1977 fue la primera prueba de la temporada 1977 del Campeonato Mundial de Motociclismo. El Gran Premio se disputó el 20 de marzo de 1977 en el Autódromo Internacional de San Carlos. Esta fue la primera vez que Venezuela albergó una prueba del Mundial de Motociclismo, que duraría durante tres temporadas.

## Resultados 500cc
En la categoría reina, el británico Barry Sheene consigue inaugurar la temporada con una victoria incontestable en una categoría ciertamente reducida. Y es que tan solo catorce pilotos tomaron la salida en este Gran Premio. Los estadounidenses Steve Baker y Pat Hennen completaron el podio.
| Pos.     | Piloto            | Equipo | Tiempo     | Pts. |
| -------- | ----------------- | ------ | ---------- | ---- |
| 1        | Barry Sheene      | Suzuki | 48' 56" 9  | 15   |
| 2        | Steve Baker       | Yamaha | +3" 3      | 12   |
| 3        | Pat Hennen        | Suzuki | +39"       | 10   |
| 4        | Johnny Cecotto    | Yamaha | +42" 6     | 8    |
| 5        | Philippe Coulon   | Suzuki | +58" 1     | 6    |
| 6        | Virginio Ferrari  | Suzuki | +1' 25"    | 5    |
| 7        | Marco Lucchinelli | Suzuki | +1' 31" 3  | 4    |
| 8        | Christian Estrosi | Suzuki | +1 Vuelta  | 3    |
| 9        | Steve Parrish     | Suzuki | +1 Vuelta  | 2    |
| 10       | Alan North        | Suzuki | +2 Vueltas | 1    |
| Ret      | Teuvo Länsivuori  | Suzuki | Ret        |      |
| Ret      | Gianfranco Bonera | Suzuki | Ret        |      |
| Ret      | Marcel Ankoné     | Suzuki | Ret        |      |
| Ret      | Gianni Rolando    | Suzuki | Ret        |      |
| Sources: |                   |        |            |      |

## Resultados 350cc
El venezolano Johnny Cecotto demostró su autoridad en esta primera categoría y delante de su público. Se colocó en primer lugar desde el inicio y tan solo el español Víctor Palomo pudo inquietarle en algunas partes del trazado.
| Pos. | Piloto             | Moto            | Tiempo     | Pts. |
| ---- | ------------------ | --------------- | ---------- | ---- |
| 1    | Johnny Cecotto     | Bakker-Yamaha   | 48' 20" 1  | 15   |
| 2    | Víctor Palomo      | Yamaha          | +29" 6     | 12   |
| 3    | Patrick Fernandez  | Yamaha          | +38" 5     | 10   |
| 4    | Pentti Korhonen    | Yamaha          | +1' 10" 3  | 8    |
| 5    | Tom Herron         | Yamaha          | +1 giro    | 6    |
| 6    | Alan North         | Yamaha          | +1 giro    | 5    |
| 7    | Pedro Mezerhane    | Yamaha          | +1 Vuelta  | 4    |
| 8    | Carlos Bellón      | Yamaha          | +1 Vuelta  | 3    |
| 9    | Eduardo Alemán     | Yamaha          | +1 Vuelta  | 2    |
| 10   | Raúl Tausani       | Yamaha          | +1 Vuelta  | 1    |
| 11   | Christian Haleby   | Yamaha          | +1 Vuelta  |      |
| 12   | Vincenzo Cascino   | Yamaha          | +2 Vueltas |      |
| 13   | Carlos Cortes      | Harley-Davidson | +3 Vueltas |      |
| Ret  | José Cecotto       | Yamaha          | Ret        |      |
| Ret  | Kork Ballington    | Yamaha          | Ret        |      |
| Ret  | Walter Villa       | Harley-Davidson | Ret        |      |
| Ret  | Rogelio Cardozo    | Yamaha          | Ret        |      |
| Ret  | Franco Uncini      | Harley-Davidson | Ret        |      |
| Ret  | Ferruccio Dalle    | Yamaha          | Ret        |      |
| Ret  | Olivier Chevallier | Yamaha          | Ret        |      |
| Ret  | Chas Mortimer      | Maxton-Yamaha   | Ret        |      |
| Ret  | Marcos Lugger      | Yamaha          | Ret        |      |
| Ret  | Roland Freymond    | Yamaha          | Ret        |      |
| Ret  | Ubiratan Rios      | Yamaha          | Ret        |      |

## Resultados 250cc
El italiano Walter Villa no tuvo problemas para imponerse en la primera prueba de la temporada en 250cc. Su compañero de escudería Franco Uncini también se destacó en la segunda posición pero una rotura de motor en la vuelta 16 le hizo abandonar. Finalmente, detrás de Villa, llegaron el francés Patrick Fernandez y el español Víctor Palomo, que repitió podio en este Gran Premio después de conseguido en 350 c.c..
| Pos. | Piloto              | Moto            | Tiempo     | Pts. |
| ---- | ------------------- | --------------- | ---------- | ---- |
| 1    | Walter Villa        | Bimota-HD       | 47' 56" 1  | 15   |
| 2    | Patrick Fernandez   | Yamaha          | +20" 5     | 12   |
| 3    | Víctor Palomo       | Yamaha          | +35" 7     | 10   |
| 4    | Pentti Korhonen     | Yamaha          | +56" 1     | 8    |
| 5    | Kork Ballington     | Yamaha          | +1' 11" 1  | 6    |
| 6    | Tom Herron          | Yamaha          | +1' 19" 4  | 5    |
| 7    | Aldo Nannini        | Yamaha          | +1' 29" 5  | 4    |
| 8    | Olivier Chevallier  | Yamaha          | +1' 30" 4  | 3    |
| 9    | Mario Lega          | Yamaha          | +1 Vuelta  | 2    |
| 10   | Mauro Corradini     | Yamaha          | +2 Vueltas | 1    |
| 11   | José Canache        | Yamaha          | +2 Vueltas |      |
| 12   | Vincenzo Cascino    | Harley-Davidson | +2 Vueltas |      |
| 13   | Marcos Fidel Mojica | Yamaha          | +2 Vueltas |      |
| 14   | Antonio Mireles     | Yamaha          | +3 Vueltas |      |
| Ret  | Franco Uncini       | Bimota-HD       | Ret        |      |
| Ret  | Paolo Pileri        | Morbidelli      | Ret        |      |
| Ret  | Rogelio Cardozo     | Yamaha          | Ret        |      |
| Ret  | Ángel Nieto         | Yamaha          | Ret        |      |
| Ret  | G. Laya             | Yamaha          | Ret        |      |
| Ret  | Eduardo Alemán      | Yamaha          | Ret        |      |
| Ret  | Octavio Echeverria  | Yamaha          | Ret        |      |

## Resultados 125cc
Duelo en la categoría más pequeña de las disputadas en Venezuela entre la Minarelli del italiano Pier Paolo Bianchi y la del español Ángel Nieto (Bultaco) en una carrera caracterizada por la ausencia de grandes figuras. Al final, la victoria sería para Nieto, que se apunta la primera victoria de la temporada ante un Bianchi que tuvo que abandonar en la vuelta 19.
| Pos. | Piloto               | Moto       | Tiempo     | Pts. |
| ---- | -------------------- | ---------- | ---------- | ---- |
| 1    | Ángel Nieto          | Bultaco    | 50' 22" 4  | 15   |
| 2    | Anton Mang           | Morbidelli | +2" 5      | 12   |
| 3    | Ivan Palazzese       | Morbidelli | +1' 05" 6  | 10   |
| 4    | Rino Pretelli        | Morbidelli | +1' 48" 2  | 8    |
| 5    | Julien van Zeebroeck | Morbidelli | +1' 48" 7  | 6    |
| 6    | Willy Pérez          | Yamaha     | +3 Vueltas | 5    |
| 7    | Rafael Olavarria     | Yamaha     | +3 Vueltas | 4    |
| Ret  | Pier Paolo Bianchi   | Morbidelli | Ret        |      |
| Ret  | Maurizio Massimiani  | Morbidelli | Ret        |      |
| Ret  | Aldo Nannini         | Yamaha     | Ret        |      |
| Ret  | Germano Zanetti      | Morbidelli | Ret        |      |
| Ret  | Henk van Kessel      | AGV-Condor | Ret        |      |
| Ret  | Victorio Minguzzi    | Yamaha     | Ret        |      |
| Ret  | Pancrasio Catania    | Morbidelli | Ret        |      |
| Ret  | Hugo Vignetti        | Morbidelli | Ret        |      |
| Ret  | Fabián González      | Morbidelli | Ret        |      |
| Ret  | Rogelio Morantes     | Yamaha     | Ret        |      |
| Ret  | Bruno Orioli         | Yamaha     | Ret        |      |